# Сокольський Богдан Петрович
Сокольський Богдан Петрович (1912, с. Завалів, тепер Підгаєцька міська громада, Тернопільська область — 1983, Гартфорд (Коннектикут)) — громадський активіст, вояк Української дивізії «Галичина».

## Життєпис
Народився 1912 року в селі Завалів (тепер Підгаєцька міська громада, Тернопільська область).
Був активним у громадській праці в українських організаціях «Сокола», Товариства «Просвіти», «Рідної школи», член ОУН.
У 1939 році, закінчивши вчительські курси, працював учителем в селі Затурин.
У 1941 р. був мобілізований до Червоної армії. Потрапив у німецький полон, з якого втік додому і продовжив за німців учительську працю в селах Затурин і Середнє.
Під час відступу німців у 1944 році, разом зі своїми братами Романом і Остапом, вступив до Української дивізії «Галичина». Після військового вишколу був на фронті під Бродами. Звідти, з Дивізією, відступив на Словаччину, і знову — на фронт в Австрії. Під кінець війни потрапив у полон до англійців. Після перебування в таборах полонених в Італії та Великій Британії, у 50-х роках, переїхав у США.
Помер у 1983 році в місті Гартфорд, штат Коннектикут (США).